# Walter Schnell (Mediziner)
Walter Schnell (* 10. März 1891 in Schmalkalden; † 7. Januar 1960 in Marburg) war ein deutscher Sozialhygieniker, Physiologe, Sport- und Luftfahrtmediziner sowie Rassenhygieniker und Stadtmedizinalrat.

## Leben
Schnell, Sohn eines Korpsstabsapothekers, verbrachte bis zum Abitur 1910 seine Schulzeit in Straßburg und Marburg. Danach leistete er seinen Militärdienst ab und absolvierte an der Philipps-Universität Marburg ein Studium der Medizin. 1918 wurde er zum Dr. med. promoviert. Von 1914 bis 1918 nahm er am Ersten Weltkrieg teil, anfangs in einem Lazarett als Feldunterarzt, später als leitender Mediziner bei den Luftstreitkräften des I. Armee-Korps (Preußen). Während des Krieges erhielt er 1915 die Approbation. Schnell, der mit beiden Eisernen Kreuzen und dem Oldenburger Friedrich-August-Kreuz I. und II. Klasse ausgezeichnet wurde, nahm nach seiner Entlassung aus der Armee 1919 zunächst eine Assistenzarztstelle an der Medizinischen Universitätsklinik Frankfurt am Main an. Bald wechselte er an das Physiologische Institut der Westfälischen Wilhelms-Universität Münster. Er war ab 1920 Stadtassistenzarzt am Gesundheitsamt in Halle (Saale). Er wechselte 1923 als Stadtmedizinalrat nach Frankfurt am Main, wo er an der Johann Wolfgang Goethe-Universität Frankfurt am Main einen Lehrauftrag für Biologie sowie für Hygiene der Leibesübungen erhielt. Ab 1925 leitete er als Stadtmedizinalrat in Halle das örtliche Gesundheitsamt. Gemeinsam mit dem Universitätsprofessor Hans Hahne führte er rassenkundliche Untersuchungen der hallischen Bevölkerung durch. In Halle hatte er zuvor bereits eine Eheberatungsstelle begründet, eine der ersten Einrichtungen dieser Art in Deutschland. Schnell wurde 1928 Präsident der Internationalen Sportärztlichen Vereinigung (FIMS) und war im Deutschen Ärztebund zur Förderung der Leibesübungen aktiv. Von 1930 bis 1933 gab er die Zeitschrift für Gesundheitsverwaltung und Gesundheitsfürsorge heraus. Während seiner Zeit als Privatdozent und Stadtmedizinalrat in Halle beteiligte er sich mit sportmedizinischen Beiträgen am Lexikon der gesamten Therapie.

### Politische Betätigung
Politisch betätigte sich Schnell zur Zeit der Weimarer Republik von 1925 bis 1933 bei der Deutschen Volkspartei (DVP), für die er den ehrenamtlichen Vorsitz des Landesverbandes Halle-Merseburg übernahm und erfolglos für die Reichstagswahl 1933 kandidierte. Er war auch Mitglied im Stahlhelm. Nach der Machtübergabe an die Nationalsozialisten trat er am 25. März 1933 der NSDAP (Mitgliedsnummer 2.758.499) bei. Für die Hitlerjugend (HJ) war er als Gebietsarzt tätig. Schnell gehörte auch dem NS-Ärztebund, dem NS-Lehrerbund und NS-Dozentenbund an. Des Weiteren war er Kreishauptstellenleiter bei der NSV, Leiter der Gesundheits- bzw. Wohnungspolizei und stieg beim NS-Fliegerkorps (NSFK) bis (1941) zum Sanitäts-Brigadeführer auf. Schnell gehörte dem Präsidium des Deutschen Luftsportverbandes an, wo er nebenamtlich die Sanitätsabteilung leitete. Auch war er Leiter der Fliegeruntersuchungsstelle Halle. Er gehörte dem Gesundheitsausschuss des Deutschen Gemeindetages an. Schnell war auch Richter am Erbgesundheitsgericht Halle und gab als Befürworter der Euthanasie zu einem, den im Geheimen durchgeführten Behindertenmord legalisierenden, nicht in Kraft getretenen Euthanasiegesetz eine Stellungnahme zur „Ermächtigung der Amtsärzte“ ab. Schnell war auch im Rassenpolitischen Amt in Halle tätig. Schnell war auch Vortragsredner, etwa für die NS-Frauenschaft, die Deutsche Arbeitsfront, die Organisation „Kraft durch Freude“ und den NS-Rechtswahrerbund.

### Professur an der Universität Halle
An der Universität Halle folgte 1928 Schnells Habilitation für Sozialhygiene, wo er ab 1928 als Privatdozent für Sozialhygiene tätig war. Ab 1935 hielt er als außerordentlicher Professor Vorlesungen zur Luftfahrtmedizin und ab 1937 zur Erbbiologie, Rassenhygiene und Bevölkerungspolitik sowie Erbgesundheitspflege. Ab 1942 lehrte er an der Universität Halle als ordentlicher Professor für Physiologie.

### Zweiter Weltkrieg
Nach Beginn des Zweiten Weltkrieges war Schnell im deutsch besetzten Polen von Dezember 1939 bis 31. Mai 1940 als Kommissar leitend für das Gesundheitswesen in „Litzmannstadt“ (Łódź) zuständig, „hier bekämpfte er das Fleckfieber durch ‚besondere Maßnahmen‘ gegen Juden, trieb also in Abstimmung mit der NSDAP-Gauleitung die Ghettoisierung voran und bereitete Deportationen vor“. Als Oberfeldarzt wurde er 1941 und nach einer Beurlaubung erneut im Frühjahr 1943 zur Luftwaffe eingezogen, wo er zuletzt Oberstarzt war.

## Nachkriegszeit
Bei Kriegsende geriet Schnell im April 1945 wegen seiner nationalsozialistischen Betätigung in amerikanische Internierung und wurde von seinem Professorenamt sowie als Stadtmedizinalrat in Halle entlassen. Er gelangte nach Marburg, wo er Ende 1946 entnazifiziert wurde. Schnell verfasste für den im Nürnberger Ärzteprozess angeklagten Karl Brandt eine eidesstattliche Erklärung. Später soll er Vorsitzender der Arbeitsgruppe Europäisches Gesundheitsfragen einer am 10. Juni 1949 in Schlüchtern gegründeten „Europäischen Akademie“ gewesen sein, zu der etwa Werner Villinger und Werner Catel gehörten. Heinz Lossen, der stellvertretende Leiter der Arbeitsgruppe setzte sich beim Entnazifizierungsverfahren Schnells ein. Auch Wilhelm von Drigalski verbürgte sich im Spruchkammerverfahren für Schnell und wollte ihn „wegen seiner hervorragenden Kenntnisse auf dem Gebiet der Flecktyphusbekämpfung“ als Amtsarzt in Marburg etablieren. Als niedergelassener Arzt hat Schnell dann in Kirchhain im Bezirk Kassel eine Arztpraxis betrieben. Ein von Karl Geiler im Herbst 1949 gewünschtes Treffen Schnells mit dem Bundespräsidenten Gustav Heinemann lehnte der Abteilungsleiter für Gesundheitswesen im Bundesinnenministerium Franz Redeker ab und war auch am 19. Oktober, als Schnell im Innenministerium mit dem Ministerialdirektor Hans Ritter von Lex sprach, gegen eine Zusammenarbeit mit Schnell. Schnell war Gründer und Geschäftsführender Präsident des 1948 entstandenen Deutschen Grünen Kreuzes und gab die Kongressberichte der Deutschen Zentrale für Volksgesundheitspflege heraus. Von 1954 bis 1956 saß er dem hessischen Sportärzteverband vor. Er gehörte dem Fachausschuss für Luftfahrtmedizin der Wissenschaftlichen Gesellschaft für Luft- und Raumfahrt (WGL) an.

## Veröffentlichungen (Auswahl)
- Die öffentliche Gesundheitspflege. W. Kohlhammer Verlag, 1938.
- als Hrsg.: Europäisches Gesundheitsfragen. Im Auftrage der Arbeitsgruppe Europäische Gesundheitsfragen hrsg. von deren Vorsitzenden Prof. Walter Schnell (= Schriftenreihe der Europäischen Akademie. Heft 2). Gießen 1949.
- Erkenntnis und Wahrheit. Band 1 (Die Erkenntnisse der Natur). W. Kohlhammer Verlag, 1955 (Band 2, Der Mensch und die Wahrheit ist nicht erschienen).

## Weblink
- Eintrag zu Walter Schnell im Catalogus Professorum Halensis